# Florencio Fernández Castillo
Florencio Fernández Castillo apodado Florito
(Talavera de la Reina, 14 de febrero de 1962) es un exnovillero español. Desde 1986 ejerce como mayoral y cabestrero en la plaza de toros de Madrid. En el año 2012 fue condecorado con la Cruz de la Orden del 2 de Mayo de la Comunidad de Madrid.

## Biografía
Nació en la plaza de toros de Talavera de la Reina donde su padre ejercía como conserje. Se inició como novillero con el apodo de El Niño de la Plaza, participó en 49 novilladas con picadores, no llegando nunca a tomar la alternativa, retirándose en 1981. Debutó como mayoral en Talavera de la Reina en 1983. En 1986 fue contratado por el empresario Manuel Martínez Flamarique (Chopera) como mayoral de Las Ventas para manejar los cabestros y devolver al corral los toros no aptos para la lidia, desarrollando esta actividad con gran eficacia, por lo que según los medios de comunicación fue la revelación de la temporada. Ha realizado esta labor de forma continuada durante más de 36 años.